# Peter Farmer
Pour les articles homonymes, voir Farmer.
Peter Farmer, né le 26 octobre 1886 à Renton et mort le 4 septembre 1964, est un joueur et entraîneur écossais de football.

## Carrière
Peter Farmer réalise une carrière de footballeur dans les années 1900 et 1910. Il joue semble-t-il pour deux clubs écossais, King's Park Club et Vale of Leven, avant de voyager en Europe - mais son parcours n'est pas connu avec certitude.
Il part ensuite en Italie, entraîner le Torino jusqu'en 1926, puis l'US Biellese. Il revient ensuite en France, au Red Star, avec lequel il remporte la Coupe de France en 1928. 
Lors des Jeux olympiques de 1928, il est le préparateur physique de l'équipe de France de football. Il revient ensuite en Écosse. Il travaille au Celtic FC de Glasgow (dont le manager est Willie Maley) pendant la saison 1929-1930, et participe également à la direction d'un match de la sélection écossaise.
Il revient ensuite en France, travaille brièvement pour l'Olympique de Marseille pendant la saison 1930-1931. Après l'introduction du professionnalisme en France en 1932, il entraîne le Racing Club de Paris de 1933 à 1934 puis la Stella Cherbourg brièvement. En 1934, son nom apparaît aussi en tant que manager de Tunbridge Wells Rangers (en), un club du sud de l'Angleterre, mais l'expérience ne dure pas et il repart peu après pour travailler à la Fédération roumaine de football.

## Palmarès d'entraîneur
- Coupe de France de football (2)
  - Vainqueur en 1928 avec le Red Star